# Torote
Der Río Torote ist ein linker Zufluss des Henares in den spanischen Provinzen Guadalajara und Madrid, der zeitweise austrocknen kann.
Er entsteht zwischen Matarrubia und Fuentelahiguera de Albatages in der Provinz Guadalajara, fließt in weitgehend südlicher Richtung und mündet bei Alcalá de Henares in den Henares.

## Einzelnachweise

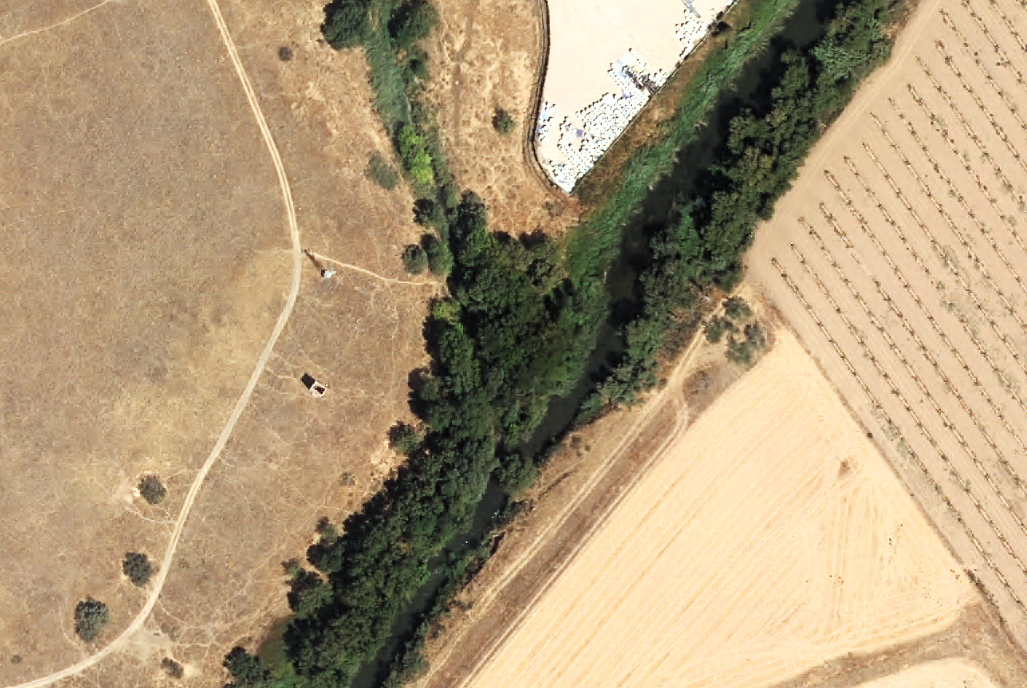
Mündung des Flusses Torote in den Fluss Henares.